# 蔡閨
蔡閨（1964年4月24日—），本名蔡蠵龜，臺灣知名女藝人，以可愛的娃娃音著名。

## 演藝生涯
蔡閨本人在接受東森新聞台《台灣啟示錄》訪問時透露：她是長期憂鬱症患者，16歲時自願獨自飛到日本留學，但背後原因是她是家裡排行老大，弟妹也出國讀書，而父母長期失業，所以需要半工半讀扛家計。她原本只是在秀場主持唱歌和學校兩邊走。但連場秀場的生涯，讓她的身體狀況一度垂危。回台灣以後，因為機緣巧合，在當秘書和翻譯時被秀場老闆邀請獻唱。後來因為聲音相像度高，加上她能說多種語言，所以成為澎澎的接班人，與廖峻搭檔。1980－90年代因為百變獨特的造型，讓她成為秀場紅牌女明星，所以綜藝節目很難邀請她上節目，成為通告藝人。

## 作品
電視劇
- 華視
  - 1985年《愛情慢跑》飾演戚太太
  - 1987年《媽媽我愛您》飾演
- 台視
  - 1990年《觀音前傳》飾演郭敏藍
  - 1992年《乳母》飾演 菜花
  - 《死去活來》飾演 愛珠
  - 2011年《田庄英雄》飾演水車嬤
- 民視
  - 《白賊七－閹雞趁鳳飛》  飾演 蕭鴨母
- 客家電視
  - 2006年《魯冰花》
  - 2009年《流漂子》飾演阿秋姨
- 中視
  - 2010年《流氓校长》飾演徐敏珊
- Netflix
  - 2025年《童話故事下集》飾演 子宮 (聲音演出)

電影
- 1981年萬能運動員
- 1985年小丑與天鵝
- 1989年太保的五个朋友
- 1989年0099大发财
- 1989年霹雳警花
- 1991年人間魔
- 2001年自由門神

唱片專輯
| 專輯名稱       | 唱片公司 | 發行日期 | 曲目 |
| -------------- | -------- | -------- | --- |
| Let's go go go | 豪記唱片 | 1998年   | 曲目 1. Let's Go Go Go! 逗陣走 2. 醉到天國 3. 快樂歌 4. 初戀風 5. Besone Mucho & Oh Carol 6. 火車内的愛人(台日語) 7. 人爽就好 8. 陽春妹 9. 雨的慕情(日語) 10. 無名 11. 新新人類 12. 假醉 |

主持
- 華視《街頭秀》（與張柏舟主持）
- 華視《今天最開心》（與龍劭華主持）
- 衛視中文台《美夢成真》（與施孝榮主持）

廣告
- 阿桐伯生物科技「阿桐伯通腸丸」
- 君悅徵信

## 個人生活
1994年，蔡閨與製作台視綜藝節目《龍兄虎弟》的大東影藝製作人賴勛彪結婚，張菲也在《龍兄虎弟》主持婚禮，場面和陣容媲美三金大獎（金曲獎、金鐘獎、金馬獎），因為當時台灣老三台的總管都在場。婚禮片段於1994年4月16日《龍兄虎弟》以特別企劃播出。

## 軼事
- 蔡閨雖然以娃娃音著名，但因為學過聲樂，唱歌時能夠靈活控制自己的聲帶，在演歌、搖滾樂、爵士樂等類型之間也可靈活轉換。
- 蔡閨曾透露，她撐不上去的眼鏡，是因為一場車禍讓她視力變差，但也會常常頭痛，所以依照醫生建議，把眼鏡頂在鼻子上。
- 蔡閨幫唐老鴨配音時，剛好左上排臼齒蛀牙，去拔牙齒時，她乾脆把左邊上下排臼齒都各拔掉2顆，因而發現牙齒拔掉後更容易發出唐老鴨的聲音；後來一口氣也拔掉右邊臼齒，讓後顎「漏風」，更容易模仿唐老鴨的講話方式。
- 2015年11月，因為繼父過世，蔡閨宣布暫時離開臉書。
- 2020年8月，東北角暨宜蘭海岸國家風景區管理處於龜山島舉辦『龜山島開放觀光20年、老龜友齊聚慶生』，因為蔡閨的本名為蔡蠵龜，蔡閨受邀為特別嘉賓登島，也是她首次登上龜山島。

## 外部連結
- 蔡閨的Facebook專頁